# Miland
Miland este o localitate din comuna Tinn, provincia Telemark, Norvegia, cu o suprafață de 0,25 km² și o populație de 296 locuitori (2013).